# カンボジアン・ロックス
『カンボジアン・ロックス』(Cambodian Rocks) は、おもに1960年代から1970年代にかけて制作されたカンボジアのサイケデリック・ロックやガレージ・ロックの曲を、曲名もクレジットもない状態で22曲集めた、コンピレーション・アルバム。これらの楽曲が録音された当時には、西洋のロックやポップを、自分たち自身のスタイルやテクニックとどう結びつけるかをミュージシャンたちが競い合うシーンが存在していた。1975年にクメール・ルージュが実権を握ると、ミュージシャンたちは政権が目指した農本社会主義の構想への脅威となる存在と見なされ、このアルバムに収録された演者たちのも、何人もがその後1975年から1979年にかけてカンボジア大虐殺の中で殺害されたものと考えられている。そうした演者たちについての情報や、彼らが創作した作品は、大部分が失われてしまったが、一部には、このアルバムの発表以降に再発見されたものもある。
このコンピレーションは、1994年にアメリカ人旅行者が現地で買い集めたカセットテープから編集した素材によっており、1996年にパラレル・ワールド (Parallel World) というレコードレーベルからリリースされた。このアルバムは、その音楽の内容はもとより、その歴史的、文化的重要性から賞賛されてきたが、他方では、數十年を経た素材を、楽曲や演者を特定することもせずリイシューしたことに対して、レーベルへの批判も寄せられた。その後、インターネットを活用した多くの人々の協力によって、すべての収録楽曲が判明した。また、このアルバムは、2015年公開のドキュメンタリー映画『カンボジアの失われたロックンロール』が制作されるきっかけとなった。

## 歴史的背景
1975年にクメール・ルージュが実権を握る以前、カンボジアの音楽業界は繁栄していた。特に、プノンペンでは、アーティストたちが伝統的な土着のスタイルと、西洋のスタイルの結合に取り組んでいた。
ポル・ポトが率いたクメール・ルージュ政権は、カンボジアの国民を、過去の牧歌的な概念に引き戻すことを望み、根本的な形態の農本社会主義を導入し、同時に外部からの支援や影響をいっさい絶った。彼らのユートピア的な目標を実現し、護るため、政権は、誰であれ前政権につながりのあった者、少数派の民族や宗教集団、知識人、さらにある種の職業の人々に敵意を向けた。アーティストたちは、農本主義的生活様式とは相容れないその文化的な影響力や、外国からの影響を体現しているという点から、脅威と認識された。1975年から1979年にかけて、当時の総人口の25%ほどに相当する200万人ほどが、カンボジア大虐殺の中で殺害された。このアルバムに収録された演者たちのも、何人もがその後殺害され、また、彼らについての情報や、彼らが創作した作品は、ほとんど失われてしまったと考えられている。

## 制作
1994年、旅行者としてカンボジアを訪れたアメリカ人ポール・ウィーラー (Paul Wheeler) は、シェムリアップ一帯で耳にした音楽に興味をもった。彼は市場で、「6本ほどのテープ」を買い、気に入ったトラックをまとめてミックステープを編集した。ニューヨークのパラレル・ワールド (Parallel World) というレーベルにいたウィーラーの友人が、このミックステープを聴き、即座に、アナログ盤にして1,000枚リリースすることに同意した。最初にプレスした分が売り切れになると、レーベルは、当初13曲だったものから収録曲数を増やし、より広く知られることになった22曲入りのCD盤を発売した。
一部の評論家たちは、このアルバムをブートレグ（海賊盤）のようなものだと評した。ウィーラーも、パラレル・ワールドも、収録されたトラックについてアーティスト名や曲名など、何の情報も提供しなかった。2003年にCDがリイシューされると、マック・ハグッド (Mack Hagood) が評論で、生存しているアーティストや、権利を継承して利益を得られるはずの遺族を探す努力もせずに、トラックの情報を伏せて無名のものとすることで海賊盤の状態を正当化しようとしているとして、パラレル・ワールドを批判した。ちなみに、カンボジアが最初の著作権法を通したのは、2003年になってからのことであり、これによって初めて、遺族がアーティストの知的財産に関する要求をすることが可能になった。シン・シサモットの遺族が、作曲の証拠を提示して180曲以上の歌の所有権を認められたのは、2014年であった。このときには、これを祝って式典とトリビュート・コンサートが開催された。
インターネットの普及によって、共同作業の機会が拡大すると、情報がより広範囲から集められるようになると、すべてのトラックの情報が確認された。
最初にリリースされたときから、カバーアートはアンコール・ワット寺院のレリーフである。

## 音楽のスタイル

歌手パン・ロンことペン・ラン、1968年ころ。

歌手/ソングライター、シン・シサモット

収録された楽曲は、全体的に、西洋のロックンロールの影響を反映しており、特にベトナム戦争の時期に東南アジアに深く関与していたアメリカ合衆国の影響が強い。このコンピレーションには多様なものが含まれており、西洋のポピュラー音楽のジャンルでいえばガレージ、サイケデリック、サーフ・ロックなどと、クメール人らしいボーカルのテクニックや、楽器の革新、大衆的なラムウォングの「円舞曲」の流行が結びつけられている。一部の論評では、収録された楽曲の尋常ではない質の高さについて、「謎 (mystery)」、「精通 (familiarity)」といった言葉を使って、このアルバムが、同種のものが稀であったリリース当時に、広い訴求力をもったことを説明している。例えば、ヨー・オウラーラングの「Yuvajon Kouge Jet（"心破れた男"）」は、「ファズの効いた、リバーブに浸った (fuzzed-out, reverb-soaked)」曲だとか、「ゴーゴー・オルガンとファズ・ギター (go-go organ and fuzz-guitar)」、ゼムの「Gloria」のカバーのようだ、などと評された。同様に、シン・シサモットの「Srolanh Srey Touch（"小さな娘が好き"）」については、フリートウッド・マックの「ブラック・マジック・ウーマン (Black Magic Woman)」をサンタナがカバーした演奏との類似性が指摘されている。他にも、ブッカー・T&ザ・MG'sやアニマルズと似た曲が収録されている。
『カンボジアン・ロックス』に収録されたアーティストたちの中には、クメール・ルージュ以前の時代に非常に成功していた者もいるが、他方では没後に知られるようになった者もいる。
シン・シサモット（1935年ころ-1976年ころ）は、多作なシンガーソングライターで、ナット・キング・コールに似たクルーニング唱法で歌っていた。彼は20代前半に医学生だったころから、ラジオで歌うようになり、王室財務局のクラシック音楽の合奏団に入り、国家的行事などでも演奏していた。1950年代後半から1960年代前半にかけて、彼は国内で最も人気の高いミュージシャンの一人となっていた。ソロ歌手としての彼は、1960年代には、伝統的な吹奏楽の伴奏ではなく、ロック・バンドを従えて歌い、クメール音楽と西洋のサウンドを結びつける試みに取り組んでいた。ときには、「クメール音楽の王様」、「カンボジアのエルヴィス」、「黄金の声」などと称された彼の長く続く文化への影響を誇大に表現することは難しい。彼は、大虐殺が進行していた1976年に処刑部隊によって殺されたと考えられているが、彼の声はカンボジアで最もよく知れ渡ったものの一つであり続けている。
「クメール音楽の王様」という愛称は、結婚式で歌っていた「カンボジア・ロックンロールの女王」ロ・セレイソティアの発見とともに付けられた。貧しい農村の出身だった彼女は、プノンペンに上京し、全国放送のラジオで歌う成功を収めた。当初は伝統的な民謡を歌って知られたが、徐々に西洋のジャンルや楽器を取り入れ、西洋のヒット曲のカバーを吹き込むようになった。クメール・ルージュ政権下では、政治指導者たちのために歌うことを強いられ、党幹部との結婚を強制されたともいわれるが、彼女の運命についてはいろいろと異なる説があり、確かなことは分かっていない。
シサモットやセレイソティアほどの成功を収めていなかった他のアーティストたちについては、伝えられる情報はさらに少ない。『シドニー・モーニング・ヘラルド』紙は「パン・ロン」ことペン・ランについて、「1960年代から1970年代にかけてのカンボジアの歌手の中でも、とりわけ際どい女性で、伝統的なクメール音楽から、西洋のロック、ツイスト、チャチャ、マンボ、ジャズ、フォークのカバーや、翻案に飛び込んだ」と評した。一説には、彼女は1978年のベトナムによるカンボジア侵攻の後、おそらくはクメール・ルージュに殺されて亡くなったという。本アルバムの発表後、シサモットとのデュエット曲が多く発掘されている。ヨー・オウラーラングは、2015年公開のドキュメンタリー映画『カンボジアの失われたロックンロール』でも取り上げられた。この映画の評論の中で、『ニューヨーク・タイムズ』紙は彼を、「従順な社会をあざ笑うカリスマ的なプロト・パンク (a charismatic proto-punk who mocked conformist society)」と評した。

## 評価と残されたもの
このアルバムは、その音楽的内容とともに、歴史的、文化的意義が認められて賞賛された。『ローリング・ストーン』誌は「驚くべき文化の盗用 (a marvel of cultural appropriation)」と評し、「あらゆる形の超絶技巧 (all manner of virtuosity)」が披露されているとした。『Far East Audio』誌は「インスタント古典 (instant classic)」と評したが、オールミュージックはこのアルバムについて「60年代後半から70年代初頭にかけてのカンボジアのロックの、信じられないような歴史的記録 (an incredible historical document of late-'60s to early-'70s Cambodian rock)」と述べた。ニック・ハノーヴァー (Nick Hanover) は、このアルバムを「予想もつかないほどの楽しみ (unpredictably playful)」なミックスであり、「ひとつひとつのトラックが ... 驚きの連続で、西と東の矛盾した要素がバランスされ溶け合い ... オルガンのフックが、ボーカルに対抗するような激しいギターのリフの合間を縫って現れ、そのボーカルはポップなメロディを歌うというよりは、しばしば幽かなサイレンの悲しみのようである」と述べた。『ニューヨーク・タイムズ』紙はこのアルバムと、その発売をめぐる状況が、「その音楽に謎に満ちた永続的なオーラを作り上げた (established a lasting aura of mystery around the music)」と述べた。
『カンボジアン・ロックス』は、同種の企画の先駆けとなり、数多くの同じ様な趣向のコンピレーションが『Cambodian Cassette Archives』などと題されていろいろとリリースされたが、これは最初に出た『カンボジアン・ロックス』に示唆されたか、あるいは、知的財産権という観点から弱い立場にあった素材を搾取するものであった。このアルバムはまた、よく知られていなかった西洋以外の地域におけるサイケデリック・ロックやプログレッシブ・ロックへの西洋の側からの関心を呼び起こす契機のひとつとなった。
カリフォルニア州のバンド、デング・フィーヴァーは、クメール語でロックを演奏することで知られているが、『カンボジアン・ロックス』からの楽曲のカバーをいくつも手がけている。ポール・ウィーラーと同じ様に、デング・フィーヴァーの創始者イーサン・ホルツマン (Ethan Holtzman) も、カンボジアを旅行中に60年代から70年代の音楽を見つけ、帰国後にバンドを組んだ。バンドのシンガーで、カンボジアからの亡命者であるチャム・ニモルは、クメール・ルージュの時代にはタイの難民キャンプで生活していた。
映画製作者ジョン・ピラッツィ (John Pirozzi) は、カンボジアで映画『シティ・オブ・ゴースト』の撮影に参加していた時に、このアルバムを入手し、収録されたアーティストたちについての調査を始めた。最終的に、彼は様々なことを明らかにして、クメール・ルージュ以前のカンボジアにおける音楽を取り上げた2015年公開のドキュメンタリー映画『カンボジアの失われたロックンロール Don't Think I've Forgotten』を制作したが、その題名は、シン・シサモットの楽曲の曲名に由来している。

## トラックリスト
『カンボジアン・ロックス』には、22曲が収録されている。アルバムには各トラックについての情報は何も提供されていないが、ファンや研究者たちは、アーティストの名や曲名を解明してきた。下記の表はクメール語のローマ字表記による曲名と、その英語訳を示している。
| 曲順 | 時間 | アーティスト                                                                                                   | 曲名（クメール語ローマ字表記） | 英語訳                               |
| ---- | ---- | --- | ------------------------------ | ------------------------------------ |
| 1    | 4:31 | ヨー・オウラーラング                                                                                           | "Jeas Cyclo"                   | "Riding a Cyclo"                     |
| 2    | 3:50 | ロ・セレイソティア                                                                                             | "Chnam oun Dop-Pram Muy"       | "I'm 16"                             |
| 3    | 2:14 | ロ・セレイソティア                                                                                             | "Tngai Neas Kyom Yam Sra"      | "Today I Drink Wine"                 |
| 4    | 2:12 | ヨー・オウラーラング、リーヴ・トゥク                                                                           | "Sou Slarp Kroam Kombut Srey"  | "Rather Die Under the Woman's Sword" |
| 5    | 2:57 | シン・シサモット                                                                                               | "Srolanh Srey Touch"           | "I Love Petite Girls"                |
| 6    | 2:34 | パン・ロン | "Rom Jongvak Twist"            | "Dance Twist"                        |
| 7    | 3:14 | パン・ロン | "Knyom Mun Sok Jet Te"         | "I'm Unsatisfied"                    |
| 8    | 3:23 | リーヴ・トゥク                                                                                                 | "Rom Sue Sue"                  | "Dance Soul Soul"                    |
| 9    | 3:23 | ロ・セレイソティア                                                                                             | "Jam 10 Kai Thiet"             | "Wait 10 More Months"                |
| 10   | 3:36 | ロ・セレイソティア                                                                                             | "Jah Bong Ju Aim"              | "Old Sour & Sweet"                   |
| 11   | 1:54 | シン・シサモット、ロ・セレイソティア、パン・ロン、ダラ・ジャムチャン (Dara Jamchan) /作曲：ヴォイ・ホ (Voy Ho) | "Maok Pi Naok"                 | "Where Are You From?"                |
| 12   | 4:00 | シン・シサモット                                                                                               | "Phneit Oun Mean Evey"         | "What Are Your Eyes Made Of?"        |
| 13   | 3:27 | ヨー・オウラーラング                                                                                           | "Yuvajon Kouge Jet"            | "Broken Hearted Man"                 |
| 14   | 3:43 | メアス・サモン /作曲：マイ・ブン (Mai Bun)                                                                     | "Jol Dondeung Kone Key"        | "Going to Get Engaged"               |
| 15   | 3:19 | ロ・セレイソティア                                                                                             | "Kerh Snae Kyoum Thai"         | "Have You Seen My Boyfriend?"        |
| 16   | 3:22 | ロ・セレイソティア                                                                                             | "Chnang Jas Bai Chgn-ainj"     | "Old Pot, Tasty Rice"                |
| 17   | 3:37 | ロ・セレイソティア、ダラ・ジャムチャン /作曲：ヴォイ・ホ                                                       | "Kone Oksok Nas Pa"            | "We're Very Bored, Dad!"             |
| 18   | 3:19 | ロ・セレイソティア                                                                                             | "Kom Kung Twer Evey"           | "Don't Be Mad"                       |
| 19   | 3:11 | ロ・セレイソティア                                                                                             | "Penh Jet Thai Bong Mouy"      | "I Like Only You"                    |
| 20   | 2:20 | パン・ロン、イン・イエン (In Yeng)                                                                             | "Sralanh Srey Chnas"           | "I Love Mean Girls"                  |
| 21   | 2:07 | シン・シサモット、メアス・サモン /作曲：ヴォイ・ホ                                                             | "Komlos Teng Bey"              | "Three Gentlemen"                    |
| 22   | 3:21 | シン・シサモット                                                                                               | "Retrey Yung Joup Knea"        | "The Night We Met"                   |